# Rehorngebirge
Das Rehorngebirge (tschechisch Rýchory) ist das südöstliche Vorgebirge des Riesengebirges. Es befindet sich im Norden Tschechiens an der Grenze zu Polen und gehört zum Krkonošský Národní Park (KRNAP) (Nationalpark Riesengebirge). Die höchste Erhebung stellt mit 1033 m der Dvorský les (Hofelbusch, auch Höfelbusch) dar.

## Lage
Nach Süden geht das Rehorngebirge ins Riesengebirgsvorland über, östlich wird es durch das Tal der Ličná (Litsche) und des Dlouhá Voda (Langengrundwasser) vom Rabengebirge getrennt. Durch dieses Tal führte bei Královec eine früher bedeutsame Verbindung über den Královecký průsmyk (Königshaner Pass) und Královecké sedlo (polnisch Przełęcz Lubawska, deutsch Liebauer Pass) von Böhmen nach Schlesien.  Nordöstlich schließt sich das Liebauer Tor an und im Nordwesten geht das Rehorngebirge am Kolbenkamm (polnisch Lasocki Grzbiet) und Schmiedeberger Kamm in das Riesengebirge und den Landeshuter Kamm über. Westlich bildet das Tal der Malá Úpa (Kleine Aupa) und nach deren Einmündung das Tal der Úpa (Aupa) die natürliche Grenze zum Riesengebirge.
Wirtschaftliches und kulturelles Zentrum des Gebirges ist die alte Bergstadt Žacléř (Schatzlar). Das Rehorngebirge ist schwach besiedelt und auf seinem Hauptkamm mit Urwald bestanden. Es ist durch zahlreiche sternförmig zur Rýchorská bouda (Rehornbaude) führende Wanderwege touristisch erschlossen, weist aber im Gegensatz zum Riesengebirge nicht die Vielzahl von Bergbauden auf. Einziges Objekt dieser Art ist die am 1001 m hohen Kutná gelegene Rýchorská bouda, die das Riesengebirgszentrum für ökologische Erziehung und einen Imbiss beherbergt. Im Südosten des Gebirges befindet sich mit der Festung Stachelberg eine große Befestigungsanlage des Tschechoslowakischen Walls. Am Nordhang des Žacléřský hřbet (Schatzlarer Rücken) entspringt im Naturschutzgebiet Boberská stráň (Boberlehne) oberhalb von Bobr der Bober. Die gegenüberliegende Seite entwässert in die Úpa – der Rücken ist somit Wasserscheide (Nord-/Ostsee).

## Geologie
Geologisch bedeutsam ist der bis in das Gebirge reichende Hangendzug des niederschlesisch-böhmischen Steinkohlenbeckens von Wałbrzych (Waldenburg). Bei Žacléř befinden sich die ältesten Steinkohlengruben Tschechiens, die seit dem 16. Jahrhundert betrieben und im 18. bis 20. Jahrhundert ausgebaut wurden. Der Abbau erfolgte bis in 132 m Teufe. Die Grube ist seit 2012 stillgelegt, weitgehend verfüllt und oberirdische Anlagen sind als Museum erhalten. Dort können auch paläontologische Fundstücke besichtigt werden.